# Oldendiever
 Oldendiever  is een buurtschap in de gemeente Westerveld, in de Nederlandse provincie Drenthe. De buurtschap is gelegen pal ten zuiden van Diever.
De buurtschap werd eind 13e eeuw/begin 14e eeuw vermeld als Oldendene, in 1402 als Olden Deveren in 1442 als Oelden Deueren en in de 19e eeuw als Oldendiever. De plaats heeft haar naam te danken aan het feit dat de kern van de bewoning verplaatst werd naar Kalteren, waar het nieuwe dorp Diever ontstond. Het oorspronkelijke dorp kreeg de naam Oldendiever.
Aan Oldendiever nummer 35 staat de stellingmolen De Vlijt.

## Zie ook

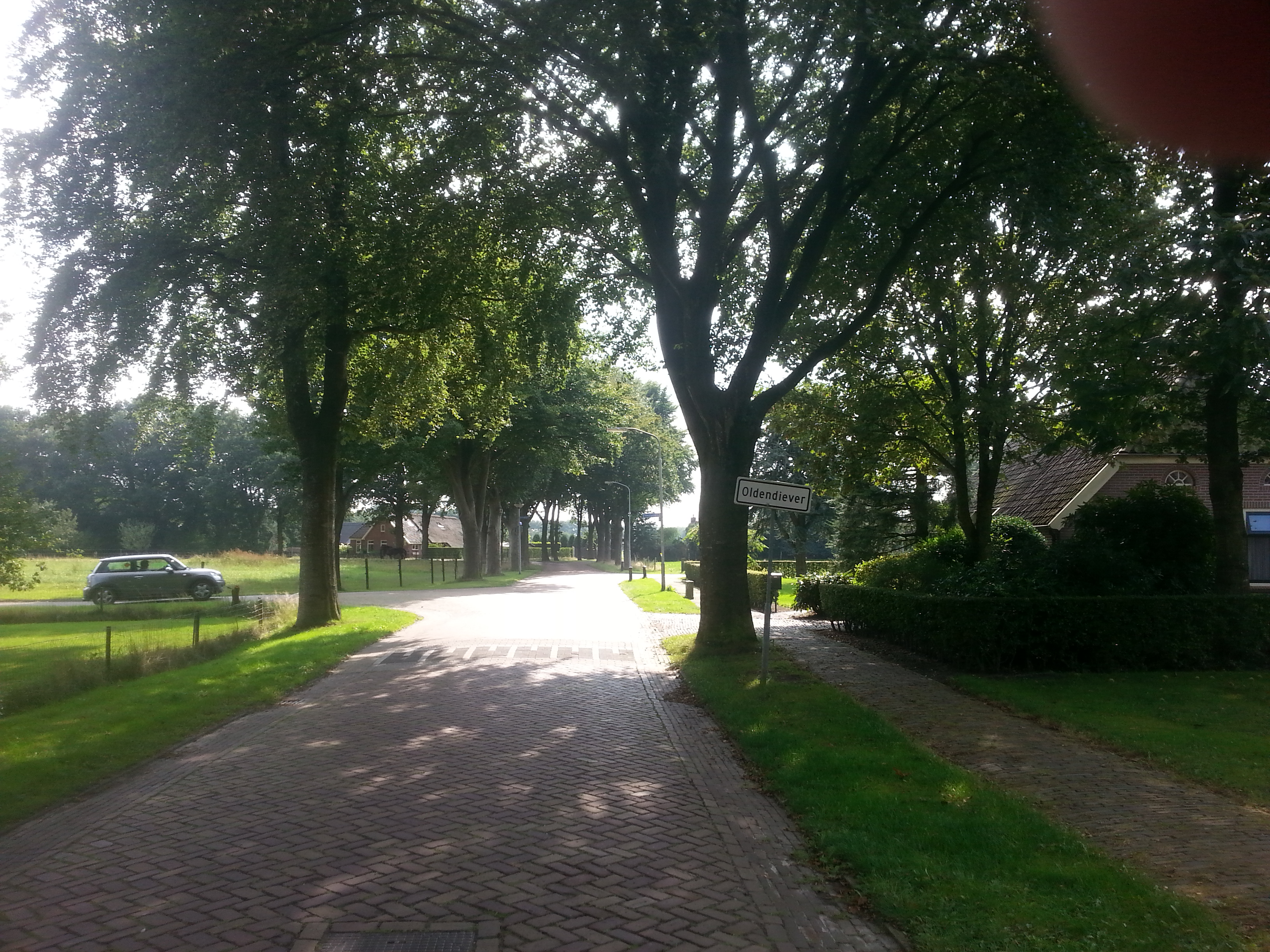
Oldendiever